# انقلاب 1952 في كوبا
وقع الانقلاب الكوبي 1952 في 10 مارس 1952، عندما تدخل الجيش الكوبي، بقيادة فولغينسيو باتيستا، في الانتخابات التي كان من المقرر إجراؤها في 1 يونيو، حيث قام بانقلاب عسكري وأسّس لديكتاتورية عسكرية بحكم الأمر الواقع في البلاد.

## تفاصيل الانقلاب
منذ الثورة العرفاء سنة 1933، عمل فولجنسيو باتيستا كقائد للأركان، وصنع وفكك الحكومات في كوبا.
بعد ثماني سنوات من الحكم تحت رئاسة رامون غراو (1944-1948) وكارلوس بريو سوكاراس (1948-1952)، كان باتيستا أحد المرشحين في انتخابات عام 1952. في 10 مارس 1952، ألغى باتيستا الانتخابات، مدعيا عدة أسباب غير مبررة، ومستخدما منصبه داخل الجيش ومدعومًا من بعض القطاعات السياسية، وذلك قبل أربعة أشهر فقط من الانتخابات الرئاسية. كان الانقلاب غير دموي، لكنه جذب انتباه وقلق معظم السكان. أطاح باتيستا بالرئيس كارلوس بريو سوكاراس، وألغى الانتخابات وسيطر على الحكومة بصفته «الرئيس المؤقت».[بحاجة لمصدر]
اعترفت الولايات المتحدة بحكومته في 27 مارس.

## بعد الانقلاب
استمر باتيستا (الذي تم إضفاء الطابع الرسمي على حكمه بعد الانتخابات العامة لعام 1954) ليحكم البلاد حتى 1 يناير 1959، عندما أُجبر على النفي مع عائلته (أولاً إلى جمهورية الدومينيكان التي كان يحكمها رافائيل تروخيو، ثم إستادو نوفو (البرتغال)، وأخيراً إسبانيا الفرانكوية). كان نفي باتيستا بمثابة ذروة الثورة الكوبية، التي بدأت في 26 يوليو 1953 بالهجوم على معسکر مونكادا في مدينة سانتياغو دي كوبا، وشهدت ظهور فيدل كاسترو زعيما جديدا لكوبا.